# 100ª Brigata meccanizzata
La 100ª Brigata meccanizzata autonoma (in ucraino 100-та окрема механізована бригада?, 100-ta okrema mechanizovana bryhada, unità militare А7028) è un'unità di fanteria meccanizzata delle Forze terrestri ucraine, subordinata al Comando operativo "Ovest".

## Storia
La brigata è stata costituita il 27 giugno 2018 come 100ª Brigata autonoma di difesa territoriale (in ucraino 100-та окрема бригада територіальної оборони?, 100-ta okrema bryhada terytorial'noї oborony). Dopo un periodo di addestramento durante l'autunno, che coinvolgeva i residenti dell'oblast' di Volinia e alcuni istruttori provenienti dalle zone di combattimento in Donbass, l'11 dicembre è stata annunciata ufficialmente la riorganizzazione delle unità territoriali locali e la creazione dell'unità. Nel corso del 2019 presso Novohrad-Volyns'kyj si sono svolte ulteriori esercitazioni con circa un migliaio di riservisti. Nel 2021 il 52º Battaglione della brigata è stato sciolto.
L'unità è stata mobilitata durante l'invasione russa dell'Ucraina del 2022. A marzo un battaglione della brigata ha preso parte alla difesa di Kiev. Nei mesi successivi è rimasta schierata nell'Ucraina settentrionale, per proteggere il confine da una possibile seconda offensiva proveniente dalla Bielorussia. Il 3 dicembre 2022 la brigata ha ricevuto la bandiera di guerra da parte del comandante in capo delle Forze di difesa territoriale Ihor Tancjura. A partire da aprile 2023 è stata schierata nella foresta a sud di Kreminna. Il 28 luglio 2023 è stata insignita da parte del presidente ucraino Volodymyr Zelens'kyj del titolo onorifico "Per il Valore e il Coraggio". A marzo 2024 elementi della brigata hanno supportato l'81ª Brigata aeromobile nella difesa del caposaldo di Bilohorivka.
Fin dall'inizio della guerra contro la Russia le unità della difesa territoriale hanno spesso combattuto a fianco delle brigate dell'esercito regolare, disattendendo quindi il loro scopo originale. Le Forze di difesa territoriale hanno quindi iniziato un processo di riorganizzazione, e la 100ª Brigata è stata la prima ad esserne interessata, venendo impiegata come base per la costituzione della 100ª Brigata meccanizzata il 30 marzo 2024 e trasferita quindi alle dipendenze delle Forze terrestri ucraine. Nella seconda metà di aprile è stata trasferita sul fronte di Avdiïvka, venendo schierata a sostegno della 104ª Brigata di difesa territoriale a nord del villaggio di Očeretyne, rapidamente conquistato dalle forze russe. Il 24 aprile con un contrattacco è riuscita a fermare l'avanzata della 30ª Brigata fucilieri motorizzata e di altre unità della 41ª Armata combinata in direzione di Prohres. All'inizio di luglio ha ricevuto in dotazione dalla Germania i veicoli da combattimento Marder 1A3, che insieme all'artiglieria semovente 2S22 Bohdana e ad alcuni carri armati hanno contribuito all'effettiva meccanizzazione della brigata. Ad agosto la brigata è stata schierata nel settore di Torec'k per rinforzare la guarnigione ucraina a causa della crescente pressione russa. All'inizio di novembre è stata equipaggiata anche con i veicoli statunitensi M2 Bradley, diventando la terza unità ucraina a riceverli dopo la 47ª Brigata meccanizzata e il 425º Battaglione d'assalto.

## Struttura
100ª Brigata di difesa territoriale (2018)
- Comando di brigata[19]
- 50º Battaglione di difesa territoriale (Ratne, unità militare А7059)
- 51º Battaglione di difesa territoriale (Kamin'-Kašyrs'kyj, unità militare А7060)
- 52º Battaglione di difesa territoriale (Manevyči, unità militare А7061)
- 53º Battaglione di difesa territoriale (Luc'k, unità militare А7062)
- 54º Battaglione di difesa territoriale (Kovel', unità militare А7063)
- 55º Battaglione di difesa territoriale (Volodymyr, unità militare А7064)
- Compagnia contro-sabotaggio
- Compagnia genio
- Compagnia manutenzione
- Compagnia logistica
- Batteria mortai

100ª Brigata meccanizzata (2024)
- Comando di brigata
- 1º Battaglione meccanizzato
- 2º Battaglione meccanizzato
- 3º Battaglione meccanizzato
- Battaglione fanteria motorizzata
- 1º Battaglione fucilieri
- Battaglione corazzato (T-64BV e T-80BV)
- Battaglione sistemi senza pilota "Voron 100"
- Gruppo d'artiglieria
  - Batteria acquisizione obiettivi
  - Battaglione artiglieria semovente (2S3 Akatsiya)
  - Battaglione artiglieria semovente (2S22 Bohdana)
  - Battaglione artiglieria lanciarazzi
  - Battaglione artiglieria controcarri
- Battaglione artiglieria missilistica contraerei
- Battaglione genio
- Battaglione logistico
- Battaglione manutenzione
- Compagnia ricognizione
- Compagnia comunicazioni
- Compagnia medica
- Compagnia difesa NBC

## Simboli
Lo stemma della brigata è una croce bianca in campo rosso, simbolo dell'oblast' di Volinia dove ha sede l'unità. Al centro si trova uno scudetto verde, a simboleggiare l'appartenenza della brigata alle Forze terrestri ucraine, con raffigurato il castello di Luc'k, che ne rappresenta l'indomabilità.

## Comandanti
- Tenente colonnello Oleksandr Kučer (2018 - 2022)[21]
- Colonnello Ruslan Tkačuk (2022 - in carica)[22]